# 논현동 고시원 살인 사건
논현동 고시원 살인사건(論峴洞考試院殺人事件)은 2008년 10월 20일 8시 15분 경 D고시원에서 2003년부터 거주하던 정상진(1978년 2월 27일생, 당시 30세, 경남 진주 출생)이 서울특별시 강남구 논현동의 D고시원에 화재를 일으킨 뒤, 화재연기를 피해 복도로 뛰어나온 피해자들을 미리 준비하고 있던 칼로 무차별적으로 찔러 살해 또는 중상을 입힌 살인 사건이다. 화재로 고시원의 세 층이 일부 전소했으며, 칼에 찔린 피해자들은 중국동포 이월자(51세)와 서진(21세)을 비롯해 사망자 6명, 중상 4명, 경상 3명이다.
2009년 4월 22일 서울중앙지검 신영식 검사는 현주건조물방화치사, 살인 등의 혐의로 구속기소된 정상진에게 사형을 구형했으며, 같은 해 5월 12일 14시에 열린 선고 공판에서 재판부는 피고 정상진에게 사형을 선고했다. 정상진은 항소하지 않아 사형이 확정되었다.

## 같이 보기
- 아키하바라 살인 사건
- 묻지마 살인
- 연천군부대 총기 난사사건
- 안양 초등학생 납치 살해 사건
- 오사카시 기타신치 빌딩 화재
- 강화도 해병대 총기 난사 사건
- 버지니아 공대 총기 난사 사건